# TSV Südwest Nürnberg
Der TSV Südwest Nürnberg e.V. ist ein deutscher Sportverein mit Sitz in der bayerischen Stadt Nürnberg.

## Geschichte

### Gründung bis 1990er Jahre
Der Verein wurde im Jahr 1908 unter dem Namen SV Eibach 08 gegründet. Nach dem Zweiten Weltkrieg fusionierte der Verein mit den Vereinen TSV St. Leonhard-Schweinau und dem Freien TSV Südwest, zum TSV Südwest Nürnberg. Die erste Fußball-Mannschaft qualifizierte sich in der Saison 1977/78 für die 1. Hauptrunde des DFB-Pokals. Hier traf die Mannschaft auf den Bundesligaaufsteiger SV Darmstadt 98 und unterlag vor 4.000 Zuschauern nur mit 1:3. In den 1980er Jahren spielte die Mannschaft in der Landesliga und teilweise auch um den Aufstieg in die Bayernliga mit. Im Jahr 1995 gab es noch eine Fusion mit der SG Marienfelde, worauf der Verein den neuen Namen TSV Südwest Schwaben Nürnberg bekam.

### Heutige Zeit
Bis 2009 spielte das Team in der Bezirksoberliga Mittelfranken. Von dem Namenszusatz Schwaben trennte sich der Verein dann wieder im Jahr 2007 und hieß wieder nur TSV Südwest Nürnberg. Seither pendelt das Team in den lokalen Spielklassen. Seit der Rückrunde der Saison 2017/18 nehmen die erste als auch die zweite Mannschaft als TSV Azzurri Südwest am Spielbetrieb teil.

### Damen-Mannschaft
Aus einer Freizeit-Gruppe entstanden, nimmt seit der Saison 2015/16 auch eine Damen-Mannschaft innerhalb einer SG mit dem TSV Katzwang und dem TSV Mühlhof-Reichelsdorf am Spielbetrieb der Kreisklasse teil.

## Bekannte ehemalige Fußballspieler
- Gustav Flachenecker (1940–2021), Mitte der 1970er Jahre als Spielertrainer sowie vorher u. a. beim 1. FC Nürnberg aktiv
- Franz Weber (* 1957), Spieler in den späten 1970er Jahren und später bei der SpVgg Fürth und SC Freiburg aktiv
- Peter Sommer (1957–2018), Spieler Anfang der 1980er Jahre, vorher u. a. beim 1. FC Nürnberg